# Markt Schwaben–Erding-vasútvonal
A Markt Schwaben–Erding-vasútvonal egy normál nyomtávú, 13,6 km hosszúságú, 15 kV, 16,7 Hz-cel villamosított, részben kétvágányú vasúti mellékvonal Markt Schwaben és Erding között Németországban. A vonalat 1872. november 16-án nyitották meg. Jelenleg a DB S-Bahn motorvonatai közlekednek rajta.

## Története
Erding sikertelenül pályázott arra, hogy a München–Mühldorf-vasútvonal a városon keresztül haladjon; ehelyett a várostól néhány kilométerre délre épült meg. Más javasolt összeköttetéseket (Freising, Passau vagy Rosenheim felé) a vasúttársaság elutasította. 1869. március 8-án bejelentették, hogy a várost Schwaben (ma Markt Schwaben) és Erding között egy másodlagos vasútvonal (Bajorországban akkor Vizinalbahnnak nevezték) fogja összekötni a vasúthálózattal. A vasút megépítésére vonatkozó szerződést 1870. május 9-én írta alá Erding városa és a Királyi Közlekedési Intézet (németül: Generaldirektion der königlichen Verkehrsanstalten). A vonalat 1872. november 16-án nyitották meg.
A vonal Markt Schwabenben ágazik le a München-Kelet-Mühldorf vonalról, és észak felé halad. A következő megálló Ottenhofen állomás. Wifling állomást 1922-ben nyitották meg, és 1971. május 22-én bezárták. Ezt követi az 1890. június 1-jén megnyitott St. Koloman állomás, majd Aufhausen állomás, amely 1972 óta Erdinghez van csatolva. Altenerding állomást 1899. május 1-jén nyitották meg az akkor még önálló településen. 1981-ben  egy második vágányt építettek, hogy a vonatok elkerülhessék egymást, előkészítve a 20 perces intervallumú járatok bevezetését a müncheni S-Bahnon. Az erdingi állomásról korábban egy mellékvágány vezetett az erdingi repülőtérre. A vonal végig egyvágányú, Ottenhofen és Altenerding állomásokon keresztezési lehetőséggel. Az erdingi végállomáson két vágány van egy központi peron és a vonatbeállók mellékvágányai mellett. A vonal villamosítása 1970. szeptember 7-én fejeződött be. A vonal 1972 óta a müncheni S-Bahn része.
Az Erdinger Ringschluss részeként a vonal északnyugati meghosszabbítását javasolják a müncheni repülőtérig. Az S-Bahnt Freisingig fogják meghosszabbítani. A "Walpertskircheni kapocs" (Walpertskirchener Spange) a München–Mühldorf-vasútvonalhoz szintén biztosítana kapcsolatot kelet felé.

## Forgalom
A vonalon 1972 óta 20 percenként ütemesen járnak a szóló vagy kettesével csatolt S-Bahn szerelvények.
| Járatszám | Útvonal | Járatsűrűség  |
| --------- | --- | ------------- |
| S2        | Petershausen – Vierkirchen-Esterhofen – Röhrmoos – Hebertshausen – Dachau / Altomünster – Kleinberghofen – Erdweg – Arnbach – Markt Indersdorf – Niederroth – Schwabhausen – Bachern – Dachau Stadt – Dachau – Karlsfeld – Allach – Untermenzing – Obermenzing – Laim – Hirschgarten – Donnersbergerbrücke – Bahnhof Hackerbrücke – Hauptbahnhof – Karlsplatz (Stachus) – Marienplatz – Isartor – Rosenheimer Platz – Ostbahnhof – Leuchtenbergring – Berg am Laim – Riem – Feldkirchen – Heimstetten – Grub – Poing – Markt Schwaben – Ottenhofen – St. Kolomann – Aufhausen – Altenerding – Erding | 20 percenként |

## Jövő
A közeljövőben tervezik, hogy a vasútvonalat továbbépítik Erdingen át, egészen a Müncheni repülőtérig. Ezáltal Salzburg és Mühldorf irányából is könnyebben elérhetővé válna a Müncheni repülőtér.